# I·UniQ 譽都

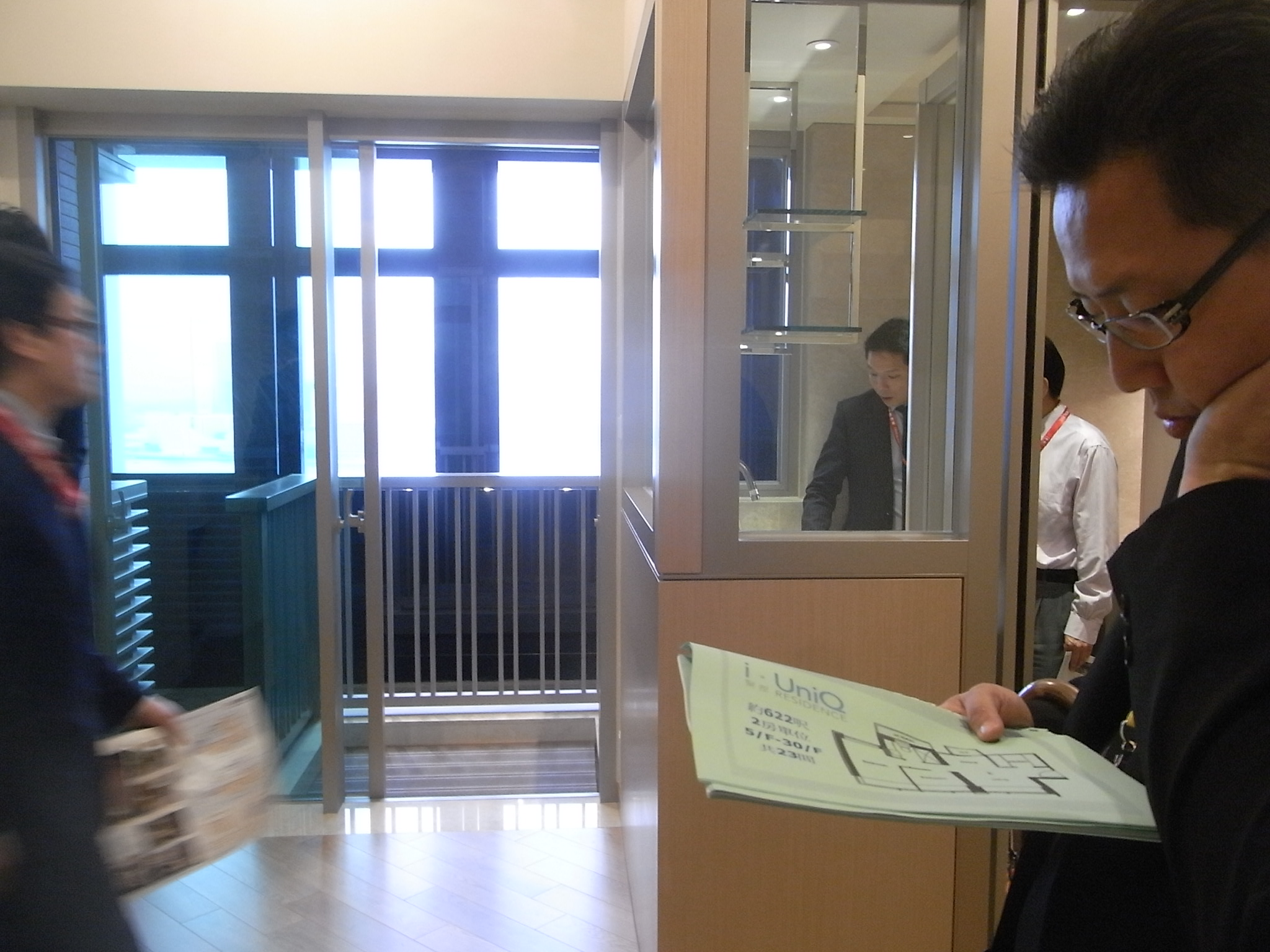
譽都的房展示範單位

i·UniQ 譽都，是位於香港筲箕灣的單幢住宅，樓高共30層，由新鴻基地產（以創藝集團有限公司名義）發展，啟勝管理服務管理，為發展商首個以品牌i·UniQ命名之項目，於2013年中旬入伙。

## 品牌簡介
i·UniQ是新鴻基地產悉心打造的革新概念住宅系列，以盛放生活為品牌主題，讓住戶盛放Work | Live | Play的自主生活。i·UniQ旗下現時暫有兩個項目，分別為i·UniQ 譽都 及i·UniQ 譽·東。兩個項目皆位於港島東，新鴻基地產在2011年表示下一個i·UniQ項目，將會是港島西區卑路乍街。

## 品牌理念
i·UniQ是一個革新概念的住宅品牌，是新地特意為一群正值人生最精彩時期的年青專才打造的優居。i·UniQ意指i am UniQ (unique) ，UniQ源自對Work |  Live | Play每一方面，都追求選擇，希望以個人無限活力，爭取最優越的成果、自主最優越的生活。就是一份堅持、主見及對生活細節的執著，醞釀出獨特的生活智慧、個性與品味，令生活優越盛放。

## 歷史
i·UniQ 譽都前身為位於筲箕灣道295-305號的6幢唐樓，2007年，田生集團先收購物業，及後2008年新鴻基地產以約1.845億元購入地皮。
最終新鴻基地產發展成商住項目，於2011年1月宣佈命名為i·UniQ 譽都。

## 簡介
項目總樓面面積約61,000平方呎，其中住宅單位佔51,000平方呎，物業實際樓高29層，惟由於不設13、14及24字樓故有32字樓，其中基座佔2層，其餘27層為會所、轉換層、住宅大堂及住宅單位 ，共117個單位，建築面積由約400-600呎不等，提供1房及2房單位，而該住宅毗鄰港鐵筲箕灣站。而示範單位設於銅鑼灣香港世貿中心內。
另外，物業的地下及1樓設有共5個商舖，佔約10,000平方呎。而31及32樓為會所，其設施包括健身室、閱讀室等，供住戶享用。

## 「蝕讓王」
由於發展商在2011年以高於當時市價三成開售，業主其後均須虧本才能沽售單位，成為香港島物業的「蝕讓王」。

## 附近物業
- 康華大廈
- 天悅廣場
- 耀東邨
- 東滙廣場
- 新成中心
- 愛秩序灣遊樂場

## 外部連結
- i·UniQ 譽都 官方網頁 （页面存档备份，存于）